# Petit Calivigny
Petit Calivigny ist eine Siedlung im Parish Saint George, an der Südküste von Grenada.

## Geographie
Die Siedlung liegt an der Ostgrenze des Parish, auf einer Halbinsel zwischen Calivigny Harbour (Port de Calivigny) und Chemin Bay.
Zusammen mit Fort Jeudy bildet es die Siedlungen auf der Halbinsel. Im Norden der Chemin Bay mündet der Chemin River, am Nordende von Calivigny Harbour befindet sich Fort Jeudy Beach. Im Westen schließt sich auf der benachbarten Halbinsel Egmont an, nach Norden führt eine Straße nach Confer und im Osten schließt sich auf der nächsten Halbinsel Westerhall an.